# Sterope (figlia di Cefeo)
Sterope (in greco antico: Στερόπη?, Sterópē) o Erope è un personaggio della mitologia greca, figlia di Cefeo re di Tegea in Arcadia.

## Mitologia
Eracle, che cercava l'aiuto del padre di Sterope nella spedizione contro Ippocoonte, le donò un vaso di bronzo contenente un ricciolo dei capelli di Medusa spiegandole che con quello avrebbe potuto difendere la città in assenza di suo padre. Tutto quello che doveva fare era andare vicino alle pareti e scuotere il vaso tre volte ed i nemici sarebbero fuggiti. In precedenza il vaso fu donato ad Eracle da Atena.
In seguito Sterope ebbe un figlio chiamato Aeropo dal dio della guerra Ares, ma al momento della sua nascita lei morì. Grazie ai poteri del dio, però, il bambino poté ancora bere il latte dal seno della madre e, dopo questo, Sterope fu ricordata come "Aphneiós" ("la fruttuosa").
Un santuario di Aphneios vicino Tegea ricordava ancora l'aneddoto al tempo di Pausania.